# Сорокопуд терновий
Сорокопуд терновий, або сорокопуд-жулан (Lanius collurio) — птах родини Сорокопудові (Laniidae) ряду Горобцеподібні (Passeriformes), один з 4 видів роду у фауні України. В Україні — звичайний гніздовий перелітний птах на всій території.

## Морфологічні ознаки
Найменший із сорокопудів фауни України (менший за шпака). Маса тіла 26—35 г, довжина тіла близько 17 см. Самець — з попелясто-сірою головою і рудою спиною, білим з рожевим відтінком низом, чорнуватим (по краях білим) хвостом. Самиця і молодь — буруваті з помітною плямистістю на нижньому боці тіла, що створює струмистий поперечний рисунок.

## Вокалізація
Звуки — уривчасті викрики «чек… чек…» і голосне «чжяа- чжяа».
Пісня — скрипуче щебетання або імітація голосів інших птахів.

## Поширення та чисельність
Сорокопуд терновий гніздиться в Європі та західній Азії, на зиму відлітає в Субсахарську Африку.
Чисельність в Європі оцінена в 6,3—13 млн пар, в Україні — 350–460 тис. пар.

## Розмноження

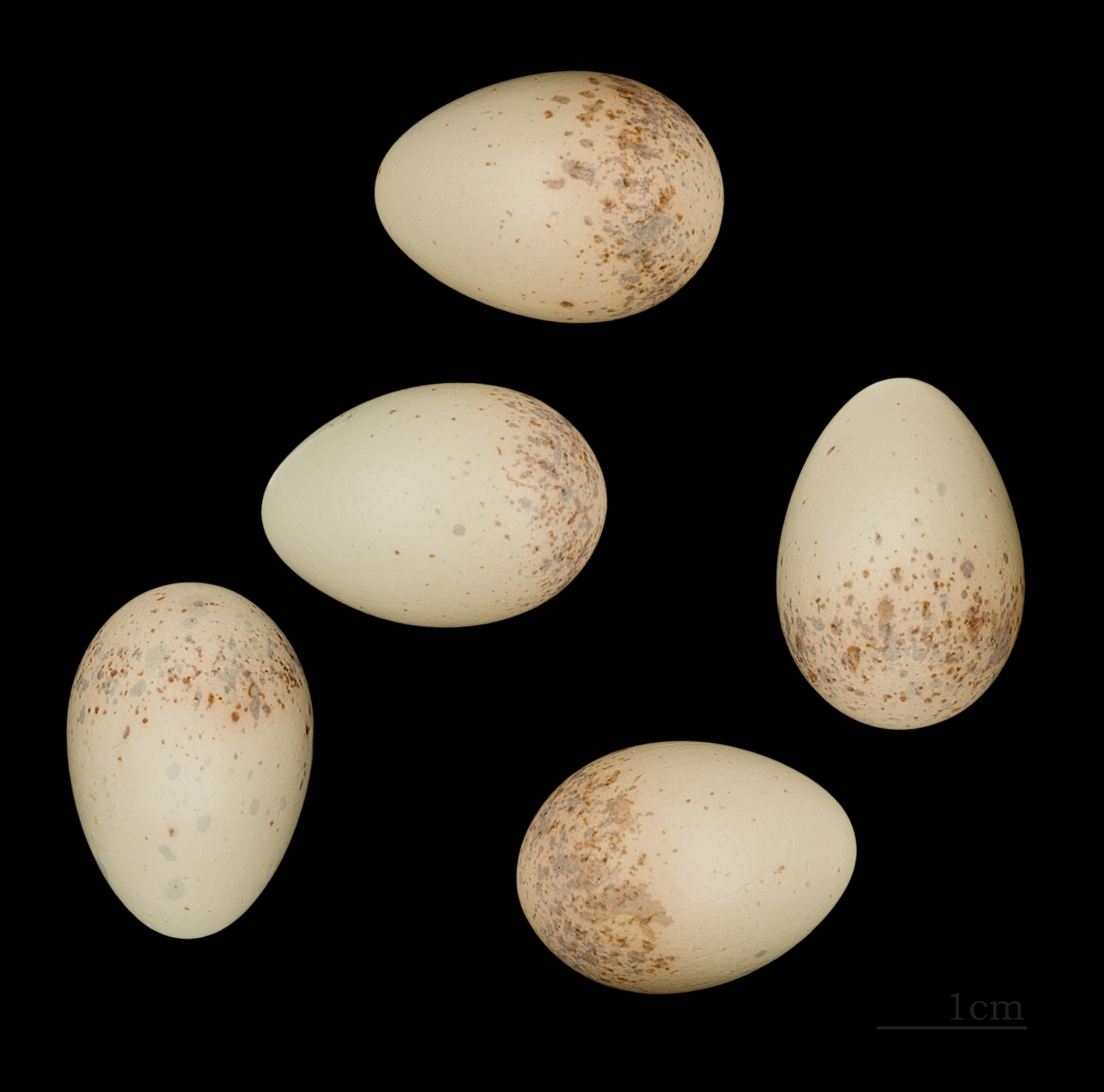
Яйця сорокопуда тернового

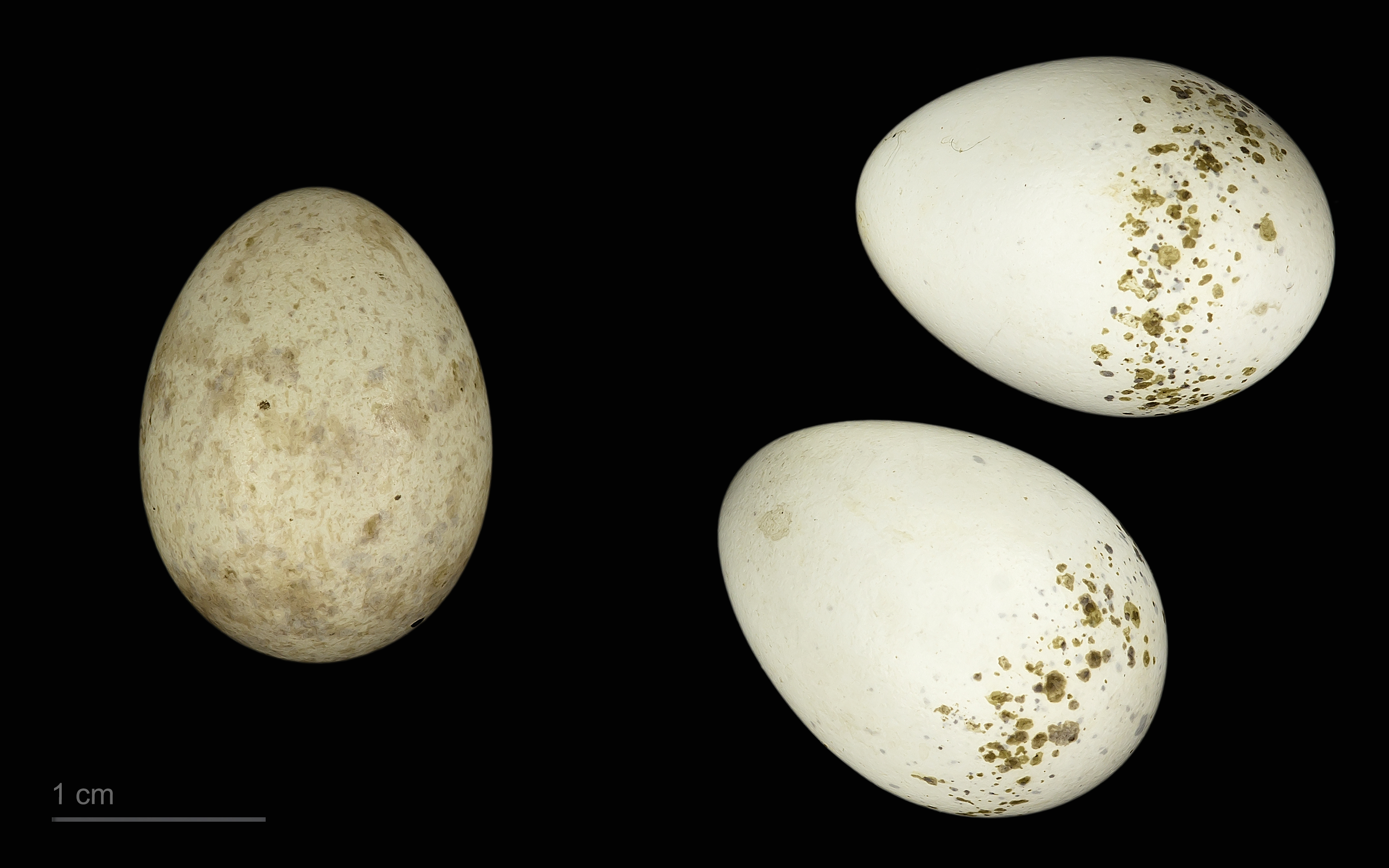
Яйце зозулі звичайної та яйця сорокопуда тернового, Тулузький музей

Типовий птах чагарникових заростей, особливо там де є глід. Населяє узлісся, що межують із заплавами річок або полями з розрідженими лісами з кущами або групами молодих дерев, зарості кущів по схилах ярів.
Гніздиться окремими парами, які іноді розміщуються доволі близько одна від одної. Гніздо влаштовує на висоті 1—2, в окремих випадках — до 0,2 або 3—4 м, у розгалуженні куща або бічної гілки дерева, біля стовбура. Віддає перевагу гніздуванню на глоді, терені, ялівці, шипшині. Може влаштовувати гнізда на деревах. Гнізда сорокопуда тернового відрізняються від гнізд інших видів, що гніздяться на кущах, за розмірами та характеру споруди. Вони досить великі, у вигляді чаші з міцними та товстими стінками і дном. Основа складена досить нещільно з грубих сухих стебел, довгих вузьких стебел трав'янистих (частіше злакових) рослин, з корінців та кореневищ трав. Стебла рослин, що використовуються для будівництва гнізда, як правило, бувають торішні. Вони укладаються без ладу так, що їхні кінці стирчать у різних напрямках із зовнішніх стінок. Вистилка складається з сухих стебел трав, волотей злаків, корінців, шерсті, волосся, рослинного пуху, з пір'я, вплетеного у стінки гнізда.
У повній кладці 4—7, частіше 5—6 відносно крупних яєць. Шкаралупа зазвичай матова, зрідка помірно блискуча. Забарвлення її основного фону може бути жовтуватим, рожевуватим або зеленуватим з легким, в окремих випадках блакитнуватим відтінком. На цьому фоні розкидані глибокі світло-сірі, світло- або сіро-фіолетові та поверхневі бурі різних відтінків, світло- і темно-коричневі плями, які часто концентруються біля тупого кінця у вигляді віночка.
Повні свіжі кладки з'являються у другій половині травня — на початку червня. Насиджує протягом 14—15 діб переважно самиця, при незначній участі самця.

## Живлення
Живляться різноманітними комахами — від дрібних турунів до великих жуків, метеликів та саранових. Інколи ловить дрібних ящірок, мишей або поршків дрібних птахів. Свою здобич видивляється з сідала. Побачивши здобич, падає у траву, після чого повертається назад, де її поїдає. Інколи він насаджує комах та іншу здобич на колючки або вішає їх у розсоху.

## Охорона
Перебуває під охороною Бернської конвенції.